# 비비아너 미데마
아나 마르하레타 마리나 아스트리트 미데마(네덜란드어: Anna Margaretha Marina Astrid Miedema 네덜란드어 발음: [ˈɑnaː mɑrɣaːˈreːtaː maːˈrinaː ˈʔɑstrɪt ˈmidəmaː], 1996년 7월 15일 ~ )는 비비아너 미데마(네덜란드어: Vivianne Miedema, 네덜란드어 발음: [viviˈjɑnə ˈmidəmaː])라는 이름으로 알려져 있는 네덜란드의 여자 축구 선수로 포지션은 공격수이다. 현재는 잉글랜드의 여자 축구 리그인 FA 여자 슈퍼리그의 아스널에서 뛰고 있다.

## 클럽 경력
14세 시절에 SC 헤이렌베인(SC Heerenveen)과 계약을 체결했다. 15세 시절에 네덜란드의 여자 축구 리그인 에레디비시 프라우언(Eredivisie Vrouwen)에 데뷔하면서 에레디비시 프라우언 역사상 최연소 선수가 되었다. 미데마는 벨기에, 네덜란드의 단일 여자 축구 리그였던 베네리그(BeNe League)의 2013-14 시즌에서 39골을 기록하면서 최다 득점자에 오르게 된다.
2014년 6월에는 독일의 여자 축구 클럽인 바이에른 뮌헨으로 이적했다. 미데마는 2014-15 프라우엔-분데스리가 시즌에서 바이에른 뮌헨의 무패 우승에 공헌했고 1976년 이후에 프라우엔-분데스리가에서 우승을 경험한 최연소 선수로 기록되었다. 2017년 5월에는 잉글랜드의 여자 축구 클럽인 아스널로 이적했으며 2017년 10월 29일에 열린 에버턴과의 경기에서 자신의 FA 여자 슈퍼리그 첫 골을 기록했다.

## 국가대표팀 경력
2013년 9월 26일에 열린 알바니아와의 2015년 FIFA 여자 월드컵 유럽 지역 예선 경기에서 데뷔했다. 미데마는 이탈리아와의 유럽 지역 예선 플레이오프 2라운드 경기에서 3골을 기록하면서 네덜란드의 2015년 FIFA 여자 월드컵 본선 진출에 공헌했다. UEFA 여자 유로 2017에서는 4골을 기록했으며, 네덜란드는 이 대회에서 사상 첫 UEFA 유럽 여자 축구 선수권 대회 우승을 차지했다.

## 수상

### 클럽
바이에른 뮌헨
- 프라우엔-분데스리가 2회 우승 (2014-15, 2015-16)
- UEFA 여자 챔피언스리그 2회 우승 (2012-13, 2013-14)
- 여자 DFB-포칼 2회 우승 (2012-13, 2014-15)

### 국가대표
- 2014년 UEFA U-19 여자 축구 선수권 대회 우승
- UEFA 여자 유로 2017 우승
- 2019년 FIFA 여자 월드컵 준우승

### 개인
- 2018-19 시즌 잉글랜드 프로 축구 선수 연맹(PFA) 올해의 여자 축구 선수 수상